# Asilo 38
Asilo 38 es un grupo de rap colombiano conformado por Al Roc, Rocki, Smoka, Dj Criminal y Dr. Ganya fundado en Cali en 1999.

## Historia
Creado en 1999 en el Distrito de Aguablanca en Cali, Asilo 38 hizo parte de Cali Rap Cartel y grupos como Primera Fase.En 2001 publican su primer álbum: La Hoguera. En 2002 producen el álbum La Descarga e inician a participar en grabaciones y presentaciones internacionales. Algunas de sus canciones más conocidas son: Mamá déjame fumar, Homenaje, Carlitos Way y Criminales. Homenaje fue el primer videoclip de rap colombiano en aparecer en MTV.

## Discografía

### Discografía
- La hoguera (2001).
- La descarga (2002).
- Anarkolombia (2016).

### Banda sonora
- "Yo No Quiero" de la película María, llena eres de gracia.